# 第8装甲旅団 (ドイツ連邦陸軍)
第8装甲旅団「リューネブルク」（だい8そうこうりょだん、ドイツ語：Panzerbrigade 8 "Lüneburg"）は、ドイツ連邦陸軍の旅団の一つ。旅団司令部をリューネブルクに置き、第3装甲師団隷下にあった。1993年に解隊され、非現役旅団としてミュンスターに司令部を置く第1装甲師団の傘下となる。現役の旅団隷下部隊は東部ニーダーザクセン州に駐屯していた。

## 歴史

### 第1次から第2次編制
1956年、ハンブルクにてA3戦闘群として編成され、ブクステフーデの第3装甲師団隷下となる。1959年以降の陸軍第2次編制にて戦闘群司令部はリューネブルクへ移駐し、第8装甲旅団に改編・改称される。1959年の旅団隷下部隊は以下のとおり。
- 旅団司令部中隊
- 第82装甲擲弾兵大隊（1958年編成）
- 第83戦車大隊（1958年編成）
- 第84戦車大隊（1959年編成）
- 第85装甲砲兵大隊（1959年編成、第215砲兵大隊と第335砲兵大隊の一部による）
- 第85補給大隊（1959年編成）
- 第80装甲工兵中隊（1959年編成、第3工兵大隊の一部から）
- 第80装甲偵察中隊
- 第80防空中隊（第3防空大隊第3中隊を母体に編成、再編成は遅く1966年に実施し第3防空連隊へ）

### 第3次編制以降
1967年に駆逐戦車中隊が編成される。1972年に第86補給大隊は解隊され、第80整備中隊と第80補給中隊が編成される。1973年から1979年まで旅団は独立した第80装甲偵察小隊を指揮下に置いていた。1980年時点での旅団隷下部隊は以下のとおり。
- 旅団司令部中隊
- 第81戦車大隊（1980年に混成戦闘部隊大隊に改編）
- 第82装甲擲弾兵大隊
- 第83戦車大隊
- 第84戦車大隊
- 第85装甲砲兵大隊
- 第80整備中隊
- 第80補給中隊
- 第80駆逐戦車中隊
- 第80装甲工兵中隊
- 第34野戦予備大隊

1988年に旅団は愛称「リューネブルク」を与えられる。1992年、第81戦車大隊、第82装甲擲弾兵大隊および第83戦車大隊は運用停止され、同時に第83戦車大隊は非現役化大隊に再編成されて残余の大隊幹部は第84戦車大隊に統合される。1993年に第3装甲師団は運用を停止することが決定され、第8装甲旅団の一部は第7装甲擲弾兵旅団に配転されることになる。第80整備中隊と第80補給中隊は解隊前の1993年に第6整備大隊隷下となる。1993年8月、旅団の一部部隊は非現役化の前に第二次国際連合ソマリア活動（UNOSOM II）に関与する。
2003年に第8装甲旅団は「将来の陸軍」に基づき第1装甲師団の非現役部隊として傘下に組み込まれ、2008年12月31日、ミュンスターのシュルツ/ルッツ兵舎にて旅団は解隊される。

## 歴代旅団長
| 代 | 氏名                                                                             | 着任          | 離任          |
| -- | -------------------------------------------------------------------------------- | ------------- | ------------- |
| 1  | エルンスト・フィリップ陸軍大佐 Ernst Philipp                                     | 1956年        | 1958年4月15日 |
| 2  | アドルフ・フォン・ザルヴィアーティ陸軍大佐 Adolf von Salviati                    | 1958年4月16日 | 1962年7月8日  |
| 3  | ヴァルター・カラガニコ陸軍准将 Walter Carganico                                  | 1962年7月9日  | 1964年9月20日 |
| 4  | カール・ダイヒェン陸軍大佐 Karl Deichen                                          | 1964年9月21日 | 1966年9月30日 |
| 5  | ホルスト・ヒルデブラント陸軍准将 de:Horst Hildebrandt                            | 1966年10月1日 | 1968年3月31日 |
| 6  | ハインツ＝オットー・ファビアン陸軍准将 Heinz-Otto Fabian                         | 1968年4月1日  | 1971年6月30日 |
| 7  | ヨハン・コントニー陸軍准将 Johann Condné                                         | 1971年7月1日  | 1974年1月25日 |
| 8  | ヨアヒム・グラーフ・フォン・シュヴェリーン陸軍准将 Joachim Graf von Schwerin     | 1974年1月26日 | 1978年3月20日 |
| 9  | ハラルド・シュルツ陸軍大佐 Harald Schulz                                         | 1978年3月21日 | 1979年9月25日 |
| 10 | カール＝ハインツ・プランゲ陸軍准将 Karl-Heinz Prange                             | 1979年9月26日 | 1984年9月15日 |
| 11 | フライヘーア・ギュンター・シュタインネッカー陸軍大佐 Freiherr Günter Steinaecker | 1984年9月16日 | 1986年3月21日 |
| 12 | ミヒャエル・フォン・スコティ陸軍大佐 Michael von Scotti                          | 1986年3月22日 | 1990年3月16日 |
| 13 | リューディガー・ドリュウズ陸軍大佐 Rüdiger Drews                                 | 1990年3月17日 | 1991年9月9日  |
| 14 | ライナー・シューヴィルト陸軍大佐 de:Rainer Schuwirth                             | 1991年9月10日 | 1993年9月30日 |